# Pomatomus
Pomatomus is een monotypisch geslacht van straalvinnige vissen uit de familie van de blauwe baarzen (Pomatomidae). Het geslacht is voor het eerst wetenschappelijk beschreven in 1802 door Lacepède.

## Soort
- Pomatomus saltatrix (Linnaeus, 1766) – Blauwbaars